# Portret grofa-vojvode Olivaresa (São Paulo)
Portret grofa vojvode Olivaresa v starosti 37 let je portret španskega slikarja Diega Velázqueza iz leta 1624. Hrani se v Muzeju umetnosti São Paulo v São Paulu v Braziliji.
Še en portret vojvode iste starosti, ki ga pripisujejo Velázquezu, je v lasti Hispanic Society of America v New Yorku.

## Zgodovinsko ozadje
Leta 1621 se je Filip IV pri 17 letih povzpel na španski prestol. Istega leta je svojega nekdanjega princa učitelja in zaupnika Gasparja de Guzmana, vojvodo Olivaresa, imenoval za predsednika vlade. Olivares je to funkcijo opravljal do padca v nemilost leta 1643. Leta 1622 je Velázquez, takrat star 23 let, prišel v Madrid iz Seville, da bi se uveljavil kot slikar na kraljevem dvoru. Spomladi 1623 je po naročilu Olivaresa, ki ga je morda spoznal med bivanjem v Sevilji, naslikal portret mladega kralja, ki je bil na dvoru dobro sprejet. 6. oktobra 1623 je bil Velázquez imenovan za kraljevega dvornega slikarja in je prejemal plačo 20 dukatov na mesec. Leta 1624 je portret vojvode nastal bodisi v imenu Antonie de Ipanierreta († 1634), dvorne in pozneje negovalke prestolonaslednika Balthasarja Carlosa, bodisi v imenu njene družine, ki je pokrivala cena slike.

## Značilnosti slike
Moški na portretu je Gaspar de Guzmán y Pimentel, grof Olivares, (Rim, 6. januar 1587 – Toro, 22. julij 1645), španski politik in plemič, grof Olivares in vojvoda Sanlucar la Mayor, ljubljenec kralja Filipa IV.
Za Joséja López-Reya bi bil to eden od treh portretov, ki jih je naročila Antonia de Ipeñarrieta (kralja, grofa vojvode in njenega pokojnega moža Garcíe Péreza), za katere je Velázquez decembra 1624 podpisal potrdilo o plačilu 800 realov. Jonathan Brown postavlja pod vprašaj njegov avtogram, čeprav priznava obstoj Velazquezovega prototipa.
Natančen datum, ko je bila slika dokončana, ni znan, vendar je slikar za svoje delo prejel honorar 4. decembra 1624.
Velázquez upodablja vojvodo kot polno postavo na razpršeno sivo, arhitekturno nedoločeno ozadje. Vojvoda nosi svojo črno uradno obleko s simboli njegovih dvornih uradov. Prevelik zlati ključ je znak njegove službe kot Sumiller de Corps, neke vrste majordoma, dve zlati ostrogi na njegovem pasu pa sta znak njegove službe kot kraljevi mojster jahanja. Zlata veriga reda Calatrava poteka diagonalno čez njegove prsi. Ustrezen rdeči križ na njegovih levih prsih je napol skrit s težkim plaščem, ki ga je vrgel čez ramo. Leva roka drži ročaj svojega meča. Z levo roko se naslanja na vogal mize, prekrite s težkim, z zlatom obrobljenim rdečim žametom, ki sega skoraj do tal. Del njegove čelade je viden na mizi čisto na levem robu slike. V primerjavi z vojvodovim masivnim videzom, čigar širok zgornji del telesa dodatno poudarjajo naramnice kombinezona in polnost plašča, se zdi ozka glava nesorazmerno majhna nad preprostim svetlo sivim stoječim ovratnikom (špansko Gollila). V primerjavi z manjšo velikostjo glave izstopa tudi ogromno oprsje z gladkim ploščatim vratom, ki ustvarja nenavaden vizualni učinek.
Podoba iz New Yorka se od podobe v São Paulu razlikuje v več pogledih. Tudi tukaj je vojvoda oblečen v črno haljo, prav tako je gologlav in ne stoji poleg, ampak pred mizo z žametnim pregrinjalom, na katero se naslanja z desnico. Tu v roki drži dolg jahalni kos kot znak njegove službe kraljevega jahalnega mojstra, ki mu je omogočal ves čas dostop do kralja. Tudi soba ostaja arhitekturno nedorečena, čeprav jo plemeniti rdeča častna zavesa na zgornjem desnem robu slike. Nosi plašč z zelenim križem reda Alcantara, ki mu ga je podelil leta 1624 in ki se vije daleč na zunanji rob slike nad mečem, katerega ročaj Olivares drži s trdno roko. Nad njegovim srcem je s pentljo v zlati barvi spojen pas reda. Na prsih nosi tudi težko zlato verigo.
Vojvodova drža se je bistveno spremenila. Deluje bolj čokat, glava sedi na kratkem vratu, lobanja ni več ovalna in podolgovata, temveč oglata, kar še poudari kvadratno pristrižena brada. Ne stoji več z razmaknjenimi nogami, skoraj čelno obrnjen proti gledalcu, ampak se je obrnil od središčne osi v desno in gleda gledalca z ostrim pogledom preko prednje leve rame. V bistvu zavzame zrcalno pozo kot kralj Filip na portretu, dokončanem leta 1628, ki je zdaj v Pradu.
- Filipp IV., 1623/27, Muzej Prado
- Gaspar de Guzmán, vojvoda Olivares, 1625

Po Martinu Warnkeju dejstvo, da Velázquez »vidi kralja in ministra skupaj«, kaže, da je bila »institucija privado« (= kraljev zaupnik) v Španiji trdno uveljavljena in da se je vodstvo države predstavljalo kot dvojno vodstvo. Diego de Saavedra Fajardo (1584–1648) je v svoji knjigi Empresas Politicas, ki je izšla leta 1640, zapisal drugače: »Ministri so podobe veličastva«.

## Lastništvo
Po inventarju iz leta 1668 je bila slika v lasti družine Corral-Ipanierreta in se je v družini prenašala do 19. stoletja. Leta 1906 ga je kupil José Antonio Azlor de Aragon, Duque de Luna (1873–1964). Po več menjavah lastništva je slika pristala v zbirki Weetmana Dickinsona Pearsona (1856–1927), prvega vikonta Cowdraya, leta 1947 pa jo je na dražbi pri Sotheby's prodal njegov dedič Lord Cowdray. 11. junija 1947 je sliko pridobil novoustanovljeni Museo de Arte v Sao Paulu. Slika je vrhunec brazilske zbirke, ki jo je od leta 1947 sestavljal nekdanji evropski galerist Pietro Maria Bardi (1909–1999) z veliko finančno in intelektualno podporo brazilskega medijskega mogotca Assisa Chateaubrianda (1892–1968).
Nič ni znanega o osebi, ki je naročila newyorško sliko, ki je skozi svojo zgodovino trpela zaradi restavriranja in so jo umetnostni zgodovinarji večkrat zapisali.  Slika se je prvič pojavila v madridski zbirki na začetku 19. stoletja, ki so jo zaprli leta 1827, nato pa je prišla v Anglijo, kjer je večkrat zamenjala lastnika. Leta 1909 je sliko kupila ameriška zbirateljica umetnin Arabella Huntington. Sliko je leta 1910 podarila Hispanic Society of America v New Yorku, ki jo je ustanovil njen sin Archer Milton Huntington.